# Lucette (pel·lícula de 1924)
Lucette és una pel·lícula muda francesa dirigida per Louis Feuillade i Maurice Champreux el 21 de novembre de 1924.

## Repartiment
- Bouboule : Lucette
- Henri-Amédée Charpentier : el virtuós Pascalon
- René Poyen
- Prouzac
- Alice Tissot